# Sak van den Boom
Sak van den Boom (Zierikzee, 1949) is een Nederlands journalist, neerlandicus en contentmarketeer.

## Werk
Sak van den Boom is mede-oprichter van het tijdschrift vtwonen (1974) en van 1978 tot 1980 ook hoofdredacteur. Van 1980 tot 2004 was hij algemeen directeur van het mediabedrijf VDBJ, dat in 1999 onderdeel werd van Interpublic Group of Companies (IPG). Tussen 2004 en 2017 was hij adviseur en toezichthouder verbonden aan diverse bedrijven en instellingen.
Sak van den Boom stond in 2005 aan de wieg van de bijzondere leerstoel contentmarketing van de Universiteit van Amsterdam (voorheen leerstoel customer media). Ook is Van den Boom mede-oprichter van de Nederlandse branchevereniging voor Contentmarketing en het International Content Marketing Forum.
Sak van den Boom had een aantal maatschappelijke nevenfuncties waaronder: lid van de Raad van Toezicht NCRV, later KRO-NCRV (2021-2019). Ook was hij lid en voorzitter van de Beheercommissie en later Raad van Toezicht van de bibliotheek Zuid-Kennemerland (2001-2014).

## Auteur
Van den Boom schreef vijf handboeken over customer media en contentmarketing, waaronder het boek Relatiemedia (Pearson Education Benelux, 2006). Sinds 2015 publiceert hij met regelmaat in marketingtijdschriften. In 2017 verscheen van zijn hand de eerste Haarlem moet je zien, een boekje met door Van den Boom gemaakte pentekeningen van monumentale panden in het centrum van Haarlem. De uitgeverij heet SakvandenBoom Beheer bv gevestigd in Haarlem.

## Prijzen
Voor zijn verdiensten ontving Sak van den Boom in 2007 een legpenning van het Lucas Ooms Fonds. In 2013 werd hij door vakgenoten gelauwerd met de Grand Prix d’Excellence Customer Media. De juryleden beschouwden van den Boom als een zeer bepalende persoon voor de sector die doorlopend zocht naar vernieuwing.

## Boeken (selectie)
- Sak van den Boom: Relatiemedia. FT Prentice Hall, 2006. ISBN 9789043011327
- Sak van den Boom: Customer Media in de Praktijk. Beerens Business Press B.V., 2009. ISBN 978-90-814-7561-7
- Sak van den Boom & Suzanne de Bakker: Relatiemedia 4 - Help, ze willen vrienden worden. Beerens Business Press B.V., 2011. ISBN 978-90-814-7560-0
- Sak van den Boom & Wim Huiser: Relatiemedia 5 - Pitchen is topsport. Beerens Business Press B.V., 2012. ISBN 978-90-760-5136-9
- Sak van den Boom: Haarlem moet je zien - Centrum. SakvandenBoom Beheer bv, 2017. ISBN 978-90-827110-0-4
- Sak van den Boom: Haarlem moet je zien - Buitenstad. SakvandenBoom Beheer bv, 2018. ISBN 978-90-827110-1-1
- Sak van den Boom: Haarlem moet je zien - 100 Centrumstraten en hun namen. SakvandenBoom Beheer bv, 2019. ISBN 978-90-827110-2-8
- Sak van den Boom: Haarlem moet je zien - 103 Schrijvershuizen SakvandenBoom Beheer bv, 2020. ISBN 978-90-827110-3-5
- Sak van den Boom: Haarlem moet je zien - Centrum. SakvandenBoom Beheer bv, uitgebreide herdruk deel 1, 2021. ISBN 978-90-827110-4-2
- Sak van den Boom: Haarlem moet je zien - Rondom het centrum. SakvandenBoom Beheer bv, uitgebreide herdruk deel 2, 2021. ISBN 978-94-643755-4-1
- Sak van den Boom: Haarlem moet je zien – Markant Schalkwijk. SakvandenBoom Beheer bv, 2023. ISBN 978-94-643794-7-1
- Sak van den Boom en Ton in ‘t Veld: Haarlem moet je zien – De Bakenes. SakvandenBoom Beheer bv, 2024. ISBN 978-94-6491-441-2